# Öravattnet, Jämtland
Öravattnet är en sjö i Ragunda kommun i Jämtland och ingår i Indalsälvens huvudavrinningsområde. Sjön har en area på 0,568 kvadratkilometer och ligger 393 meter över havet. Sjön avvattnas av vattendraget Öravattsbäcken.

## Delavrinningsområde
Öravattnet ingår i det delavrinningsområde (702536-149188) som SMHI kallar för Mynnar i Ammersåns vattendragsyta. Medelhöjden är 362 meter över havet och ytan är 17,16 kvadratkilometer. Det finns inga avrinningsområden uppströms utan avrinningsområdet är högsta punkten. Öravattsbäcken som avvattnar avrinningsområdet har biflödesordning 3, vilket innebär att vattnet flödar genom totalt 3 vattendrag innan det når havet efter 159 kilometer. Avrinningsområdet består mestadels av skog (79 procent). Avrinningsområdet har 0,57 kvadratkilometer vattenytor vilket ger det en sjöprocent på 3,3 procent.